# Onze-Lieve-Vrouw-van-Altijddurende-Bijstandkapel (Melderslo)

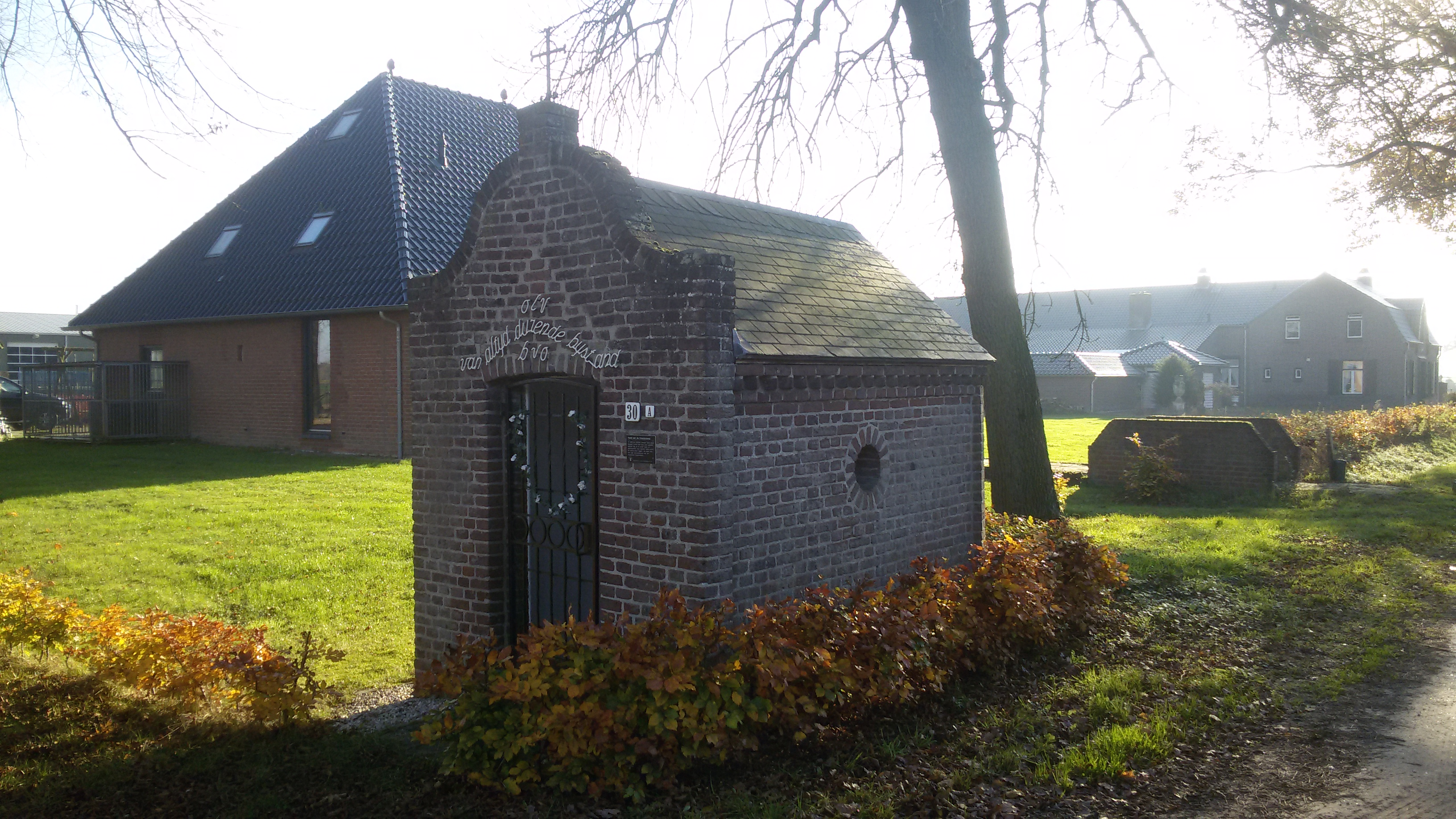
De Onze-Lieve-Vrouw-van-Altijddurende-Bijstandkapel

De Onze-Lieve-Vrouw-van-Altijddurende-Bijstandkapel is een kapel in Eikelenbosch bij het dorp Melderslo in de Nederlands Noord-Limburgse gemeente Horst aan de Maas. De kapel staat aan de Herenbosweg 30a waar twee veldwegen op deze weg uitkomen, ten noorden van het dorp.
De kapel is gewijd aan Maria, aan de Onze-Lieve-Vrouw van Altijddurende Bijstand.

## Geschiedenis
In 1899 werd de kapel gebouwd door Carolien Janssen, omdat haar moeder dit beloofd had te doen uit dankbaarheid als zij ooit een eigen boerderij kon bezitten. Toen vele jaren later een knecht een rozenkrans in een boom vond, werd ze weer herinnerd aan de belofte.
In de Tweede Wereldoorlog raakte de kapel beschadigd en werd pas in 1973 hersteld en ingezegend.

## Gebouw
De open bakstenen kapel heeft een driezijdige koorsluiting en wordt gedekt door een zadeldak van leien. In de beide zijgevels is er een klein rond venster aangebracht. De frontgevel heeft een klokvorm met op de top een smeedijzeren kruis. In de frontgevel bevindt zich de segmentboogvormige toegang tot de kapel die wordt afgesloten met een traliehek. Boven de ingang is met metalen letters een tekst aangebracht (BVO = bid voor ons):

OLV van altijddurende bijstand bvo

Van binnen is de kapel wit gestuukt en overwelfd door een spitstongewelf. Tegen de achterwand is een knielbank geplaatst. In de achterwand is een rechthoekige nis aangebracht die wordt afgesloten met een dwarsgetralied hek. Van binnen is de nis blauw geschilderd en zijn er verschillende beelden geplaatst: een beeld van moeder Maria met kindje Jezus, een beeld van de heilige Anna met Maria en een beeld van de heilige Antonius met een kind. Ook is er een icoon geplaatst van de Onze-Lieve-Vrouw van Altijddurende Bijstand.